# Distretto di Muembe
Il distretto di Muembe è un distretto del Mozambico, facente parte della Provincia di Niassa.